# 国家畜禽遗传资源目录
《国家畜禽遗传资源目录》，列出了中华人民共和国法律意义上的“家禽”和“家畜”。根据《中华人民共和国畜牧法》，该目录由国务院畜牧兽医行政主管部门组织调查后发布国家畜禽遗传资源状况报告，经国务院批准后公布。实际负责的部门为国家畜禽遗传资源委员会，相关认定公告由中华人民共和国农业部（2018年后为中华人民共和国农业农村部）发布。

## 历史
中国拥有丰富的畜禽遗传资源，中国政府自1950年代开始便着手调查该国畜禽品种资源。1976年初，畜禽品种资源调查被列为“全国重点研究项目”，由中国农业科学院牵头，组织90余位专家开展第一次全国性畜禽遗传资源普查，此次普查历时9年，于1980年代陆续出版《中国猪品种志》、《中国家禽品种志》、《中国牛品种志》、《中国羊品种志》和《中国马品种志》五卷志书:前言4。1980年代后，中国引入大批外国猪种，市场更偏好瘦肉型猪等原因，中国地方猪种和培育猪种的数量日益减少，有的猪种甚至濒临绝迹。1996年1月4日，中国农业部成立“国家家畜禽遗传资源管理委员会”，以加强对畜禽遗传资源的管理和保护，工作机构设在全国畜牧兽医总站。该委员会负责协助行政管理部门总体负责家畜遗传资源管理工作，下设有猪品种审定专业委员会。
畜禽遗传资源是一直动态变化的，而且对畜禽遗传资源的认识也随着科学技术的发展而更为深化。2003年，国家家畜禽遗传资源管理委员会组织制定《畜禽遗传资源调查技术手册》，2004年在辽宁等四个省份进行调查试点。2005年12月29日，第十届全国人民代表大会常务委员会第十九次会议通过《中华人民共和国畜牧法》，第十一条规定“国务院畜牧兽医行政主管部门负责组织畜禽遗传资源的调查工作，发布国家畜禽遗传资源状况报告，公布经国务院批准的畜禽遗传资源目录。”2006年中国农业部印发《全国畜禽遗传资源调查实施方案》，第二次全国性畜禽遗传资源调查全面展开。中国中央及地方财政共投入4500多万人民币用于调查及编写《中国畜禽遗传资源志》:前言5。2007年5月，农业部将国家家畜禽遗传资源管理委员会重组为“国家畜禽遗传资源委员会”，设立猪、家禽、牛马驼、羊、蜜蜂和其他畜禽等6个专业委员会。该委员会负责畜禽遗传资源的鉴定、评估和畜禽新品种、配套系的审定等工作。办事机构设在全国畜牧总站。2012年7月9日，国家畜禽遗传资源委员会会议暨《中国畜禽遗传资源志》出版发行仪式在北京举行。2015年4月24日，第十二届全国人民代表大会常务委员会第十四次会议通过《中华人民共和国畜牧法》修正案，有关“畜禽遗传资源目录”的规定并未修改。

### 2020年的修改
2020年2月24日，第十三届全国人民代表大会常务委员会第十六次会议通过《全国人民代表大会常务委员会关于全面禁止非法野生动物交易、革除滥食野生动物陋习、切实保障人民群众生命健康安全的决定》，全面禁止食用野生动物，畜禽遗传资源目录内的家畜家禽适用《中华人民共和国畜牧法》的规定。决定通过后，人工繁育野生动物养殖业受到影响。
4月8日，农业农村部组织起草的《国家畜禽遗传资源目录（征求意见稿）》公开征求意见，此目录包括31种家禽（18种传统畜禽、13种特种畜禽）。有众多品种、已形成规模产业的人工繁育陆生野生动物未进入目录。如贵州省的竹鼠、豪猪、果子狸、蓝孔雀、眼镜蛇等。征求意见稿如果实行，意味着此类品种的人工养殖将无合法身份。
在征求意见稿列有31种家禽，但不包括狗。据南方都市报报道，业界人士称狗肉或将被禁食。此举激发了关于猫狗是否可食的讨论。